# Pedro Milans
Pedro Milans (Las Piedras, 24 de marzo de 2002) es un futbolista uruguayo que juega de lateral derecho en el Club Atlético Peñarol de la Primera División de Uruguay. Es nieto del político uruguayo Marcos Carámbula.

## Trayectoria
Milans hizo su debut profesional con la camiseta de Juventud de Las Piedras el 6 de diciembre de 2019 por el Torneo Clausura 2019, club donde militó hasta 2022. 
Para la temporada 2022, es fichado por Peñarol, club donde milita actualmente.

## Clubes
| Club          | País          | Año             | Partidos | Goles |
| ------------- | ------------- | --------------- | -------- | ----- |
| Juventud      | Uruguay       | 2019 - 2022     | 60       | 3     |
| Peñarol       | Uruguay       | 2022 - presente | 39       | 3     |
| Total carrera | Total carrera | Total carrera   | 99       | 6     |

- Actualizado al último partido disputado el 17 de abril de 2024.

## Palmarés

### Títulos nacionales
| Título              | Club          | País    | Año  |
| ------------------- | ------------- | ------- | ---- |
| Torneo Apertura     | C. A. Peñarol | Uruguay | 2023 |
| Torneo Apertura     | C. A. Peñarol | Uruguay | 2024 |
| Torneo Clausura     | C. A. Peñarol | Uruguay | 2024 |
| Campeonato Uruguayo | C. A. Peñarol | Uruguay | 2024 |
| Torneo Intermedio   | C. A. Peñarol | Uruguay | 2025 |